# Richard Dixon
Richard Newland Dixon FRS (25 de dezembro de 1930) é um químico britânico.
É conhecido por seu trabalho sobre as propriedades térmicas e ópticas da matéria.